# Sri Lankaanse hockeyploeg (mannen)
De  Sri Lankaanse hockeyploeg  voor mannen is de nationale ploeg die Sri Lanka vertegenwoordigt tijdens interlands in het hockey.
Het team kon zich driemaal kwalificeren voor een internationaal kampioenschap: op het  Aziatisch kampioenschap hockey van 1982 in Karachi eindigden ze op de zevende plaats, het beste resultaat ooit van de Sri Lankaanse hockeyploeg.

## Erelijst Sri Lankaanse hockeyploeg
| Jaar | Champions Trophy | Aziatisch kampioenschap | Olympische Spelen | Wereldkampioenschap | Hockey World League Hockey Pro League |
| ---- | ---------------- | ----------------------- | ----------------- | ------------------- | ------------------------------------- |
| 1948 |                  |                         | geen deelname     |                     |                                       |
| 1952 |                  |                         | geen deelname     |                     |                                       |
| 1956 |                  |                         | geen deelname     |                     |                                       |
| 1960 |                  |                         | geen deelname     |                     |                                       |
| 1964 |                  |                         | geen deelname     |                     |                                       |
| 1968 |                  |                         | geen deelname     |                     |                                       |
| 1970 |                  |                         |                   |                     |                                       |
| 1971 |                  |                         |                   | geen deelname       |                                       |
| 1972 |                  |                         | geen deelname     |                     |                                       |
| 1973 |                  |                         |                   | geen deelname       |                                       |
| 1974 |                  |                         |                   |                     |                                       |
| 1975 |                  |                         |                   | geen deelname       |                                       |
| 1976 |                  |                         | geen deelname     |                     |                                       |
| 1978 | geen deelname    |                         |                   | geen deelname       |                                       |
| 1980 | geen deelname    |                         | geen deelname     |                     |                                       |
| 1981 | geen deelname    |                         |                   |                     |                                       |
| 1982 | geen deelname    | 7e AK 1982 Karachi      |                   | geen deelname       |                                       |
| 1983 | geen deelname    |                         |                   |                     |                                       |
| 1984 | geen deelname    |                         | geen deelname     |                     |                                       |
| 1985 | geen deelname    | 8e AK 1985 Dhaka        |                   |                     |                                       |
| 1986 | geen deelname    |                         |                   | geen deelname       |                                       |
| 1987 | geen deelname    |                         |                   |                     |                                       |
| 1988 | geen deelname    |                         | geen deelname     |                     |                                       |
| 1989 | geen deelname    | geen deelname           |                   |                     |                                       |
| 1990 | geen deelname    |                         |                   | geen deelname       |                                       |
| 1991 | geen deelname    |                         |                   |                     |                                       |
| 1992 | geen deelname    |                         | geen deelname     |                     |                                       |
| 1993 | geen deelname    | geen deelname           |                   |                     |                                       |
| 1994 | geen deelname    |                         |                   | geen deelname       |                                       |
| 1995 | geen deelname    |                         |                   |                     |                                       |
| 1996 | geen deelname    |                         | geen deelname     |                     |                                       |
| 1997 | geen deelname    |                         |                   |                     |                                       |
| 1998 | geen deelname    |                         |                   | geen deelname       |                                       |
| 1999 | geen deelname    | 9e AK 1999 Kuala Lumpur |                   |                     |                                       |
| 2000 | geen deelname    |                         | geen deelname     |                     |                                       |
| 2001 | geen deelname    |                         |                   |                     |                                       |
| 2002 | geen deelname    |                         |                   | geen deelname       |                                       |
| 2003 | geen deelname    | geen deelname           |                   |                     |                                       |
| 2004 | geen deelname    |                         | geen deelname     |                     |                                       |
| 2005 | geen deelname    |                         |                   |                     |                                       |
| 2006 | geen deelname    |                         |                   | geen deelname       |                                       |
| 2007 | geen deelname    | geen deelname           |                   |                     |                                       |
| 2008 | geen deelname    |                         | geen deelname     |                     |                                       |
| 2009 | geen deelname    | geen deelname           |                   |                     |                                       |
| 2010 | geen deelname    |                         |                   | geen deelname       |                                       |
| 2011 | geen deelname    |                         |                   |                     |                                       |
| 2012 | geen deelname    |                         | geen deelname     |                     |                                       |
| 2013 |                  | geen deelname           |                   |                     | eerste ronde HWL 2012-13              |
| 2014 | geen deelname    |                         |                   | geen deelname       |                                       |
| 2015 |                  |                         |                   |                     | eerste ronde HWL 2014-15              |
| 2016 | geen deelname    |                         | geen deelname     |                     |                                       |
| 2017 |                  | geen deelname           |                   |                     | 33e HWL 2016-17                       |
| 2018 | geen deelname    |                         |                   | geen deelname       |                                       |
| 2019 |                  |                         |                   |                     | geen deelname                         |
| 2021 |                  |                         | geen deelname     |                     | geen deelname                         |
| 2022 |                  | geen deelname           |                   |                     | geen deelname                         |
| 2023 |                  |                         |                   | geen deelname       | geen deelname                         |
| 2024 |                  |                         | geen deelname     |                     | geen deelname                         |